# I Said I Look Away!
I Said I Look Away! è il secondo disco in studio del cantante italiano Perseo Miranda, nonché primo singolo, pubblicato nel 1981 dalla etichetta discografica Lodger Records.

## Il disco
Il disco contiene un brano solo, ed è stato registrato nel 1981 presso lo Studio G di Genova, completamente in presa diretta.
Doveva far parte di un intero album ma fu poi estratto e pubblicato singolarmente.
Strumentalmente si tratta di un brano Hard rock, mentre il canto e le melodie sono più vicine al Punk rock degli anni '80.
Fu rimasterizzato nel 2009 presso i Music Art Studios.

## Tracce
1. I Said I Look Away!